# Masia Niubò
La Masia Niubò és una masia situada al municipi de Penelles, a la comarca catalana de la Noguera. Està a 235 metres d'altitud, prop de la confluència del Canal Auxiliar d'Urgell i la Séquia Segona del Canal d'Urgell.